# Марьянская
Ма́рьянская — станица в Красноармейском районе Краснодарского края. Административный центр Марьянского сельского поселения, единственный населённый пункт сельского поселения. Станица расположена на правом берегу реки Кубань, в 16 км западнее Краснодара.

## История
Станица была основана в 1823 году как куренное селение, а в 1842 году получила статус станицы. Название селение получило в честь императрицы Марии Федоровны. Первоначально входила в Темрюкский, позднее, до 1920 — в Екатеринодарский отдел Кубанской области. Первоначальное официальное написание станицы Марьинская.  Адыги называют станицу адыг. Хьамэзы («лес, в котором водятся волки») по лесу, возле которого она расположена.
По ЭСБЕ (начало XX века):
Марьинская — станица Кубанской области, Темрюкского отдела. Жителей 7248, дворов 1060, церковь, 2 школы, 2 лавки, 13 питейных зав., 2 паровых млнц., 3 маслобойни. Общественный капитал к 1893 г. — 28466 р. Торгово-промышленных зав. 26.
В 1935—1953 годах Марьянская была центром Марьянского района. В станице родились Герой Советского Союза Семён Кокора.

## Экономика
- Марьянский Винзавод: производство виноградных и фруктовых вин.
- АО «КУБАНЬ» — обработка риса.
- ЗАО «Орехпром».

### Улицы
| - ул. Базарная, - ул. Гоголя, - ул. Д. Швец, - ул. Дарвина, - ул. Западная, - ул. Калинина, - ул. Кирова, - ул. Колхозная, - ул. Коммунальная, - ул. Комсомольская, - ул. Красная, - ул. Красноармейская, | - ул. Краснодарская, - ул. Кубанская, - ул. Ленина, - ул. Лиманная, - ул. Луначарского, - ул. М. З. Дремлюга, - ул. Минометчиков, - ул. Мира, - ул. Октябрьская, - ул. Первомайская, - ул. Пионерская, - ул. Пушкина, | - ул. Свердлова, - ул. Северная, - ул. Соболя, - ул. Советская, - ул. Степная, - ул. Тургенева, - ул. Украинская, - ул. Ф. Энгельса, - ул. Шевченко, - ул. Штанько, - ул. Южная, | - пер. Западный, - пер. Калинина, - пер. Кирова, - пер. Красный, - пер. Курганный, - пер. Лиманный, - пер. Новый, - пер. Северный, - пер. Спускной, - пер. Шевченко - пер. Кубанский |

## Население
| 1939    | 1959    | 1979    | 2002    | 2010    | 2012    |
| ------- | ------- | ------- | ------- | ------- | ------- |
| 9422    | ↘7856   | ↗8754   | ↗10 221 | ↗10 643 | ↗10 846 |
| 2013    | 2014    | 2015    | 2016    | 2017    | 2018    |
| ↗10 959 | ↗11 169 | ↗11 372 | ↗11 527 | ↗11 742 | ↗11 887 |
| 2019    | 2020    | 2021    | 2023    |         |         |
| ↗12 063 | ↗12 165 | ↗12 215 | ↘12 091 |         |         |

Национальный состав по переписи 2002 года:
- русские — 9 531 чел. (93,2 %),
- армяне — 281 чел. (2,7 %),
- украинцы — 171 чел. (1,7 %),
- немцы — 39 чел. (0,4 %),
- татары — 33 чел. (0,3 %),
- белорусы — 28 чел. (0,3 %),
- другие национальности — 138 чел. (1,4 %).